# Nowodanyliwka (wieś w hromadzie Kazanka)
Nowodanyliwka (ukr. Новоданилівка) – wieś na Ukrainie, w obwodzie mikołajowskim, w rejonie basztańskim, w hromadzie Kazanka. W 2001 liczyła 142 mieszkańców, spośród których 135 wskazało jako ojczysty język ukraiński, 4 rosyjski, 1 mołdawski, a 2 białoruski.